# Megaselia bifida
Megaselia bifida är en tvåvingeart som beskrevs av Ronald Henry Lambert Disney 1983. Megaselia bifida ingår i släktet Megaselia och familjen puckelflugor. Arten är reproducerande i Sverige. Inga underarter finns listade i Catalogue of Life.